# Wrightia
Wrightia é um género botânico pertencente à família Apocynaceae.